# Хакон III (король Норвегии)
Хокон (Хакон) III Сверрессон (норв. Håkon III, 1178 — 1 января 1204) — король Норвегии (1202—1204), второй внебрачный сын норвежского короля Сверрира Сигурдссона.

## Биография
При жизни отца Хокон участвовал во многих сражениях против баглеров («посошников»), в частности в 1197 году вблизи Осло. Перед смертью Сверрир назначил его наследником, написав ему письмо с завещанием помириться с церковными иерархами. Став королём, Хокон не замедлил признать все требования епископов-изгнанников, и той же весной они вернулись в Норвегию. Также Хокон заручился поддержкой землевладельцев и крестьян, фактически лишив баглеров всякой опоры. Осенью 1202 года они убили Инге Магнуссона, и партия баглеров фактически распалась. Несмотря на то, что у них вскоре появился новый претендент на престол, Эрлинг Магнуссон, они понимали, что на данный момент не в силах бороться с Хоконом, который стал единоличным правителем всей Норвегии.
У Хокона был конфликт с мачехой Маргаретой. После смерти Сверрира она хотела вернуться домой в Швецию вместе с дочерью Кристиной, но Хокон насильно разлучил их, так как хотел оставить Кристину при дворе.
На Рождество 1203 года Хокону неожиданно стало плохо. Ему пустили кровь, но 1 января 1204 года он скончался. После его смерти гражданская война в Норвегии возобновилась.
Хокон не был женат, и ему унаследовал малолетний племянник Гутторм Сигурдссон. Но вскоре некая Инга из Вартейга, называвшая себя любовницей Хокона, объявила, что её сын Хокон рождён от короля. Летом 1218 года Инга успешно прошла испытание калёным железом и доказала происхождение ребёнка.